# Норшьо (община)
Община Норшьо (на шведски: Norsjö kommun) е разположена в лен Вестерботен, северна Швеция с обща площ 1938 km2 и население 4175 души (към 31 декември 2013). Административен център на община Норшьо е едноименния град Норшьо.